# Sputnik 20
Sputnik 20 var det fjärde uppdraget i det sovjetiska Veneraprogrammet och den var avsedd att landa på Venus. Sputnik 20 sköts upp den 1 september 1962 av en SL-6/A-2-e-raket. Rymdsonden lade sig i en bana runt jorden, men flyktsteget fungerade inte och sonden blev kvar i en geocentrisk bana i 5 dagar innan den trängde in i jordens atmosfär och förstördes.

### Fotnoter
1. ↑  ”NASA Space Science Data Coordinated Archive” (på engelska). NASA. https://nssdc.gsfc.nasa.gov/nmc/spacecraft/display.action?id=1962-043A. Läst 27 mars 2020.